# Julio César Krause
Julio César Krause (Apóstoles, 27 de noviembre de 1916- Córdoba, 1 de junio de 2007) fue un militar argentino. Alcanzó la jerarquía de comodoro, perteneciente a la Fuerza Aérea Argentina, que ocupó el cargo de gobernador de facto de la Provincia de La Rioja entre el 8 de agosto de 1966 y 17 de enero de 1967, designado por Juan Carlos Onganía cuando se encontraba retirado.

## Carrera
Contrajo matrimonio con Rafaela Olmedo.
Fue director de la Escuela de Suboficiales de la Fuerza Aérea. 
De amistad con Eduardo Lonardi, en 1955 lo convenció de participar, junto con aeronaves pertenecientes a la Armada Argentina, del bombardeo contra la Plaza de Mayo y la Casa Rosada, así como el edificio de la CGT (Confederación General del Trabajo) y la entonces residencia presidencial, matando a más de 308 personas e hiriendo a más de 700, entre civiles y militares.
Meses después se plegó al golpe de Estado de la autodenominada Revolución Libertadora. Siendo designado ministro de Aeronáutica por el dictador Pedro Eugenio Aramburu entre 1956 y 1957, y representante político de la Fuerza Aérea Argentina. Previamente, se desempeñó como secretario de Relaciones Exteriores de la Nación del Ministerio de Relaciones Exteriores. Un incidente determinó su retiro obligado por la Revolución Libertadora, y fue reincorporado por el Gobierno de Arturo Frondizi.[cita requerida]
| Predecesor: Roberto Costa Martínez (de facto) | Gobernador de la Provincia de La Rioja (de facto) 8 de agosto de 1966-17 de enero de 1967 | Sucesor: Guillermo Iribarren (de facto) |
| Predecesor: Ramón Abrahín                     | Ministro de Aeronáutica de la Nación Argentina 4 de enero de 1956-2 de abril de 1957      | Sucesor: Eduardo F. McLoughlin          |